# Benalúa de las Villas
Benalúa de las Villas è un comune spagnolo di 1 352 abitanti situato nella comunità autonoma dell'Andalusia.